# 五族譜
『五族譜』（ペルシア語: šuʿab-i panjgāna）とは、フレグ・ウルスで編纂されたモンゴル帝国の系図集。モンゴル帝国が把握する世界の主要な五種の地域、（1）ユダヤ史、（2）イスラーム史、（3）モンゴル史、（4）ヨーロッパ（フランク）史、（5）中国（ヒタイ）史の歴代統治者の系譜を記すことから、「五つの枝分かれしたもの」すなわち『五族譜（五分支とも）』の名で知られる。日本語書籍では『シュワブ・イ・パンジュガーナ』とも表記される。
同じくフレグ・ウルスで編纂された『集史』を増補する目的のもと編纂された書物であり、『集史』と並びモンゴル帝国史研究上の重要史料と見なされている。

## 概要
元々、フレグ・ウルスの国家事業として編纂された『集史』には本文のみならず多くの挿絵・系図も挿入されているが、『五族譜』は『集史』所収の系図を原史料として編纂された書物となる。そのため、多くの点で『五族譜』は『集史』の情報・様式を踏襲しているが、中には『集史』に見られない独自の情報も含まれている。
モンゴル帝国の後継国家の1つ、ティムール朝では『五族譜』を増補し、ティムールの家系を追加した系図集『高貴系譜』が編纂されている。